# Kim Tae-yun
Kim Tae-yun (Seoel, 28 september 1994) is een Zuid-Koreaanse schaatser die gespecialiseerd is in de 1000 meter. Buiten het schaatsen om is Kim student en studeert hij aan de nationale sportuniversiteit in Seoul.
Hij nam in februari 2014 deel aan de Olympische Winterspelen 2014 in Sotsji (Rusland). Daar deed hij mee aan de 1000 meter waarop hij 30e werd.

## Persoonlijke records
| Afstand    | Tijd    | Datum            | Baan           |
| ---------- | ------- | ---------------- | -------------- |
| 500 meter  | 34,49   | 9 december 2017  | Salt Lake City |
| 1000 meter | 1.07,86 | 26 januari 2024  | Salt Lake City |
| 1500 meter | 1.51,51 | 8 december 2012  | Inzell         |
| 3000 meter | 4.11,38 | 12 december 2011 | Seoel          |
| 5000 meter | 7.19,63 | 9 februari 2012  | Seoel          |

## Resultaten
| Jaar | WK Sprint | WK Afstanden                      | Olympische Spelen | WK Junioren              |
| ---- | --------- | --------------------------------- | ----------------- | ------------------------ |
| 2011 |           |                                   |                   | 7e 500m 6e achtervolging |
|      |           |                                   |                   |                          |
| 2014 | 12e       |                                   | 30e 1000m         |                          |
|      |           |                                   |                   |                          |
| 2016 | 5e        | 6e 500m 9e 1000m                  |                   |                          |
| 2017 | 14e       | 20e 500m 13e 1000m                |                   |                          |
| 2018 |           |                                   | 1000m             |                          |
| 2019 |           | 20e 500m · 19e 1000m · teamsprint |                   |                          |
| 2020 |           | 20e 500m 20e 1000m                |                   |                          |
|      |           |                                   |                   |                          |
| 2024 |           | 24e 500m 22e 1000m 8e teamsprint  |                   |                          |
| 2025 |           | 22e 500m                          |                   |                          |